# Předmětová klasifikace Jamese Duffa Browna
Předmětová klasifikace vytvořená Jamesem Duffem Brownem byla na svou dobu jedinečná a netypická a stala se počátkem moderních bibliografických klasifikačních systémů. Brown si jako jeden z prvních uvědomoval nutnost interdisciplinárního přístupu a stejně jako Dewey a později Ranganathan zastával názor, že nejlepší metodou pro vyhledávání materiálů v knihovně je klasifikovaný katalog. 

## Brownova předmětová klasifikace
První Brownova předmětová klasifikace vznikla ve spolupráci s J. Henrym Quinnem, jeho asistentem v clerkenwellské knihovně. Společně v r. 1894 vytvořili Quinn-Brownovo schéma, které se ale brzy ukázalo jako nedostatečné. Brown tuto klasifikaci o 4 roky později přepracoval na Adjustable Classification (1898), ale ta se rovněž ukázala jako ne zcela vyhovující. První verze Subject Classification vyšla v r. 1906, druhá byla publikována v r. 1914 těsně před Brownovou smrtí – tyto dvě byly vydány Brownem samotným, potřetí byla vydána Brownovým synovcem J.D. Stewartem v r. 1939. Všechna tři vydání jsou prakticky stejná. První vydání bylo přijato příznivěji ve Velké Británii, ale i v USA bylo považováno za vítaný doplněk ke klasifikační literatuře . Ve Velké Británii byla Brownova klasifikace považována za vhodnější pro Anglii než Deweyův desetinný systém, který byl přesto i ve Velké Británii rozšířenější. Brownova pravidla byla vytvořena pro řazení knih ve volně přístupných regálech ve veřejné knihovně. 

## Quinn-Brown Classification (1894)
Toto schéma, které bylo přijato jen v několika málo britských knihovnách, bylo založeno na principu obecných kategorií, které obsahovaly více podkategorií. 
Obsahovalo tyto třídy:
- A Religion and philosophy
- B History, travel and topography
- C Biography
- D Social science
- E Science
- F Fine and recreative arts
- G Useful arts
- H Language and literature
- J Poetry and the drama
- K Fiction
- L General works

Novinkou bylo, že každá z těchto tříd byla ještě dále rozdělena čísly a malými písmeny – např. třída A byla uspořádána takto:
- A. Religion and Philosophy:
  - 1. BIBLE. a — Texts. b — Commentaries. c — History. d — Aids.
  - 2. CHURCH. a — History. b — Law. c — Liturgy. d — Rituals, by sects.
  - 3. THEOLOGY. a — Natural Theology. b — Christianity (sermons arranged by authors). c — Non-Christian Systems. d — Mythology. e — Popular beliefs.
  - 4. PHILOSOPHY. a — Schools. b — Mental Science. c — Logic. d — Moral Science.

### Adjustable Classification (1898)
Další verzí, kterou J. D. Brown publikoval v r. 1898, byla tzv. Adjustable Classification, kterou otiskl v první britské učebnici o tématu předmětového třídění Manual of library classification and shelf arrangement (1898). Toto třídění také využívalo písmena A-L, ale v jiném pořadí než Quinn-Browna klasifikace. 
Obsahovalo tyto hlavní třídy:
- A Sciences
- B Useful arts
- C Fine and recreative arts
- D Social and political science
- E Philosophy and religion
- F History and geography
- G Biography
- H Language and literature
- J Poetry and drama
- K Prose fiction
- L Miscellaneous

Každá třída byla rozdělena řadovými číslovkami, celkově na 2250 oddílů. Některé, jako např. geografická jména Anglie nebo klasifikace sportů a her, byly seřazeny abecedně a podle toho očíslovány. Tato klasifikace se rozšířila více než předchozí Quinn-Brownova. Byla považována za jednodušší než konkurenční americký Deweyho desetinný systém.

### Subject Classification (1906)
V r. 1906 Brown vytvořil novou předmětovou klasifikaci. Ačkoliv se tato klasifikace nerozšířila tolik, jako Deweyho desetinný systém, používala se přesto v britských veřejných knihovnách velice dlouho, až do 60. let 20. stol.  V době svého vzniku byla velmi originálně postavena na úvaze, že předmět má v klasifikaci pouze jedno místo, v závislosti na aspektu, z jakého je nahlížen.  Podle Browna totiž dosavadní klasifikace vědomostí závisela na tom, která oblast zájmu bude dána do popředí, a proto jsou všechny dosavadní klasifikace do jisté míry nepřesné. Kromě toho nejsou trvalé a vhodné pro všechny předměty.  Dosavadní svět znalostí Brown vidí jako pomíjivý, flexibilní a proměnlivý v závislosti na tom, jaké téma je umístěno v popředí zájmu. Subjekty nelze rozdělovat uměle podle zvyklostí jako je např. tradiční dělení vědy do kategorií, proto Brown došel k názoru, že v britských knihovnách není vhodné používat Deweyův desetinný systém, který byl v té době hlavním systémem používaným jak v Británii, tak v USA.  Mezi klasifikovanými předměty mohou vznikat složité vztahy. Jelikož je lidské poznání velmi složité, vzniká velké množství různých kombinací, časté změny a variace. To je velmi matoucí a často je nemožné prokázat, že předměty pocházejí ze stejného zdroje. Podle Browna není proto možné, aby tazatel našel komplexní literaturu k hledanému předmětu na jednom stálém místě. Na každý subjekt je možné nahlížet z mnoha různých. Brownova originalita spočívá především v myšlence, že znalosti se mohou různě kombinovat a slučovat v nespočetných kombinacích, tento interdisciplinární přístup byl v jeho době velmi neobvyklý. Spatřoval také těsnou souvislost teoretických a aplikovaných věd.
Podle Browna by měl být konkrétní předmět preferován před více obecnou kategorií, jako příklad uvádí předmět růže. Růže může být nahlížena z mnoha pohledů – z hlediska biologického, botanického, zahradnického, historického, geografického, etického, dekorativního, bibliografického, poetického, symbolického, sociologického a mnoha dalších. Knihy by tedy měly být umístěny co nejpřesněji konkrétnímu tématu podle skutečných předmětů, nepříliš obecně. Stejně jako u ostatních bibliografických klasifikačních systémů se to ale nedá zcela přesně dodržovat. 
Kritika Brownova systému byla spíše kvůli umístění subjektů než kvůli Brownovým názorům na klasifikaci obecně. Brown věřil, že každá věda a umění pramení z nějakého určitého zdroje a nepotřebuje být řazena do alfabetických, chronologických ani dalších umělých oddílů, došlo ale k některým poněkud krkolomným zařazením, které vzbudily vlnu kritiky, jako např. zařazení hudby za akustiku do třídy fyzikálních věd.
Brown ve své klasifikaci vytvořil 4 hlavní třídy, které následně rozdělil do několika podtříd:
- Matter and force
  - A Generalia
  - B, C, D Physical science
- Life
  - E, F Biological science
  - G, H Ethnological and medical science
  - I Economic biology and domestic art
- Mind
  - J, K Philosophy and religion
  - L Social and political science
- Record
  - M Language and literature
  - N Literary forms
  - O- W History and geography
  - X Biography

Tato pravidla se mohla podle potřeb dále rozvíjet. Přestože měly mít všechny předměty své pevné místo, bylo nutné je kombinovat i mezi sebou. Brown proto popisuje tři možnosti zápisu. Jsou to: syntéza zápisů ze stejné hlavní třídy (Intraclass Synthesis), syntéza zápisů z různých hlavních tříd (Interclass Synthesis) a syntéza za použití kategorické tabulky (Cathegorical Table).

#### Syntéza zápisů ze stejné hlavní třídy (Intraclass synthesis)
Zápis předmětů z různých podtříd jedné hlavní třídy lze vytvořit pomocí znaménka plus (+) mezi čísly. Například předmět krajina malovaná akvarely se bude skládat z čísla A639 – označení pro krajinomalbu a z čísla A616 – označení pro akvarely  – výsledné označení bude A639+616. Dalším příkladem je označení pro psy a kočky – 
F952 pro kočky, F918 pro psy – výsledkem bylo označení F952 + 918. Pořadí je libovolné, v katalogu by byly oba zápisy F952 + 918 i F918+952, včetně lokace, na kterém místě (byla by pouze na jednom) se kniha nachází.

#### Syntéza zápisů z různých hlavních tříd (Interclass Synthesis)
Zápisy předmětů z různých hlavních tříd se vytvářejí pomocí znaménka plus (+) mezi čísly. Např. kniha o logice (A300) a rétorice (M170) se zapíše jako A300 + M170. Stejně jako v zápisu dvou podtříd ze stejné třídy dochází i zde k problému s pořadím, které se řeší stejně jako u zápisů předmětů ze stejné třídy katalogem. U geografických názvů se pododdíl zapisuje bez znaménka plus –  např. geologie (D398) a Arran (V222) se zapisuje jako D398V222 – geologie Arranu.

#### Syntéza za použití kategorické tabulky (Cathegorical Table)
Kategorická tabulka obsahuje seznam prvků, které mohou být připojeny ke všem třídám i podtřídám. Dá se aplikovat víceméně na každý předmět, ale základním účelem je, aby se zabránilo opakování podtříd u různých předmětů.  Zápisu prvků předchází tečka, ale nejedná se o desetinné číslo, a čísla nemohou být ani dále spojována nebo rozšiřována. Ve 3. vydání Subject Classification je v tabulce 980 prvků. I když nejsou všechny záznamy vhodné k přidávání ke každé třídě, je tato myšlenka kombinování všech hlavních témat s jakýmkoliv prvkem z kategorické tabulky v praxi bibliografického popisu zcela unikátní. 
Kategorická tabulka se skládá se ze dvou částí – z vlastní kategorické tabulky, což je systém seřazený podle čísel, a z indexu kategorické tabulky, který je abecední. 
Např. ekonomika hudebních soutěží se zařadí jako C798.760 – C798 (Hudební soutěže. Festivaly) a .760 (Ekonomie), dalším příkladem složitějšího zápisu u předmětů z různých hlavních tříd je umělecká kniha zobrazující sluneční soustavu – jelikož je v kategorické tabulce pouze záznam pro umění (.116) a ne sluneční soustavu (C850), bude zápis jedině jako C850.116. Pokud by kniha byla zároveň i bibliografií (.1), bylo by nutné se rozhodnout pro pořadí – buď A601 + C850.1 (Fine Arts—Solar System—Bibliography) anebo C850 + A601.1 (Solar System—Fine Arts—Bibliography) .
Brownova pravidla měla vliv na následující praxi věcného pořádání. Vznikla diskuze o obecném problému, jak vyjádřit v klasifikačním systému interdisciplinární témata. Dva hlavní prvky Brownovy Subject Classification, kategorická tabulka a odmítání řadit témata na základě vědních disciplín, se objevily i v následujících bibliografických klasifikacích. Číselná syntéza je dnes běžná v některých klasifikacích a idea vyjádřit více než jeden element díla se objevila např. v Ranganathanově koncepci analyticko-syntetické klasifikace . 